# Spécialités de la mer
Pour les articles homonymes, voir Spécialité et Mer (homonymie).
Les spécialités de la mer sont des spécialités culinaires, à base de poissons, fruits de mer et produits de la mer.

## Histoire
Les poissons, fruits de mer et produits de la mer sont consommés (crus, cuits, séchés, salés...) depuis l'origine de l'humanité par les habitants des proximités des littoraux maritimes (chasseur-cueilleur de la Préhistoire).

## Avantages et inconvénients
Ils sont souvent riches en protéines et/ou en oligo-éléments rares, mais peuvent aussi transmettre des parasites, des microbes ou avoir concentré des toxines, radionucléides ou métaux lourds, tout particulièrement les poissons (espadon, marlin, thon…) ou mammifères (cachalot, dauphin, phoque, otarie…) situés en tête de pyramide alimentaire. Le poisson est encore la première source de protéines pour certains habitants des littoraux, ou en forêt (Amazonie).

## Élevage en pisciculture
Pour compenser les effets de la surpêche et répondre à une demande croissante de la croissance démographique mondiale, de nombreuses piscicultures se sont développées dans le monde (idem pour la crevette). Des antibiotiques vétérinaires, des désinfectants, des conservateurs illégaux, des métaux ou contaminants (dioxines, furanes…) contenus dans la nourriture peuvent avoir contaminé ces poissons, comme du cadmium, plomb ou d'autres toxiques (méthylmercure en particulier) sont souvent trouvés chez certains poissons marins sauvages. Ceci vaut pour les poissons d'eau douce, issus de la pêche sportive ou de loisirs.

## Liste de quelques spécialités
- Acras de morue (Antilles)
- Aïoli garni (Provence)
- Anchoïade (Provence)
- Aziminu (Corse)
- Bisque (Atlantique)
- Blaff de poissons (Antilles)
- Boucané de poisson (Amérique)
- Bouillabaisse (Marseille, Provence)
- Bourride (Provence, Languedoc)
- Brandade de morue (Provence)
- Cacciucco (Livourne, Itatie)
- Caldeirada (Portugal)
- Carpaccio de poisson (Italie)
- Cataplana (Portugal)
- Caviar (Russie, Iran)
- Chaudrée (Vendée, Charente-Maritime)
- Chilpachole (Mexique)
- Cotriade (Bretagne)
- Curry de poisson kéralais (Inde)
- Gravlax (Scandinavie)
- Harengs marinés
- Homard à l'américaine (Paris)
- Homard Thermidor (Paris)
- Huîtres chaudes au champagne
- Ika mata (îles de l'océan Pacifique)
- Marmite dieppoise (Normandie)
- Maquereau au vin blanc
- Matelote (Paris)
- Merlu koxkera (Pays basque)
- Moules marinières (Belgique)
- Oursinade (Provence)
- Paella aux fruits de mer (Espagne)
- Palourdes marinières (Espagne)
- Pissalat et pissaladière (Nice)
- Plateau de fruits de mer
- Poisson cru à la tahitienne (Tahiti)
- Poulpe à la galicienne (Galice, Espagne)
- Poulpe à la provençale (Provence)
- Salade fécampoise (Normandie)
- Salade scandinave (Scandinavie)
- Sardinade (Méditerranée)
- Sarsuela (Catalogne)
- Sauce de poisson (Asie)
- Saumon fumé
- Soupe de poisson
- Spaghetti alle vongole (Italie)
- Sushi, sashimi, makizushi (Japon)
- Suquet de peix (Catalogne, Espagne)
- Tajine de poisson (Maghreb)
- Ttoro (Pays basque)

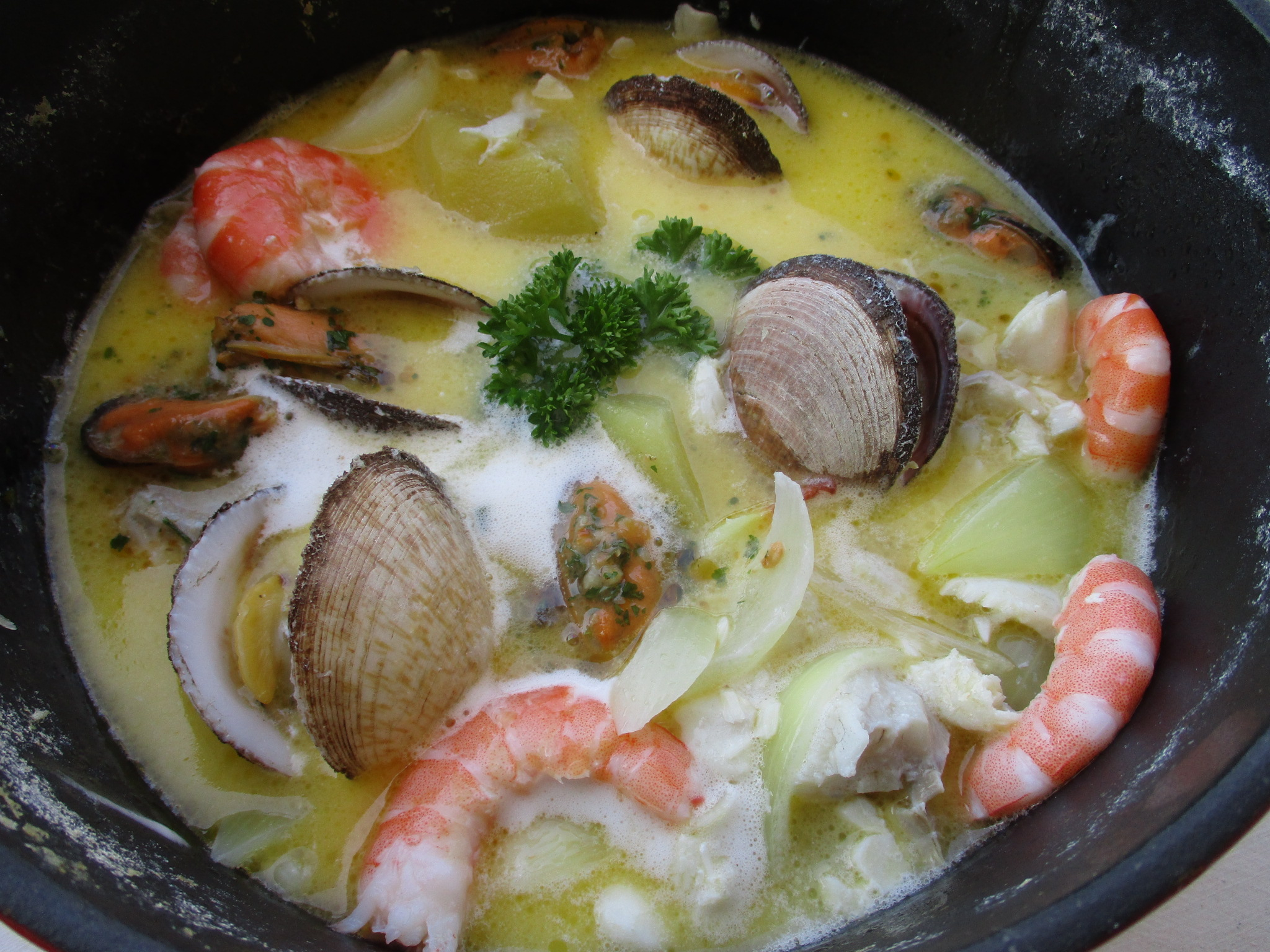
Chaudrée (Vendée, Charente-Maritime).
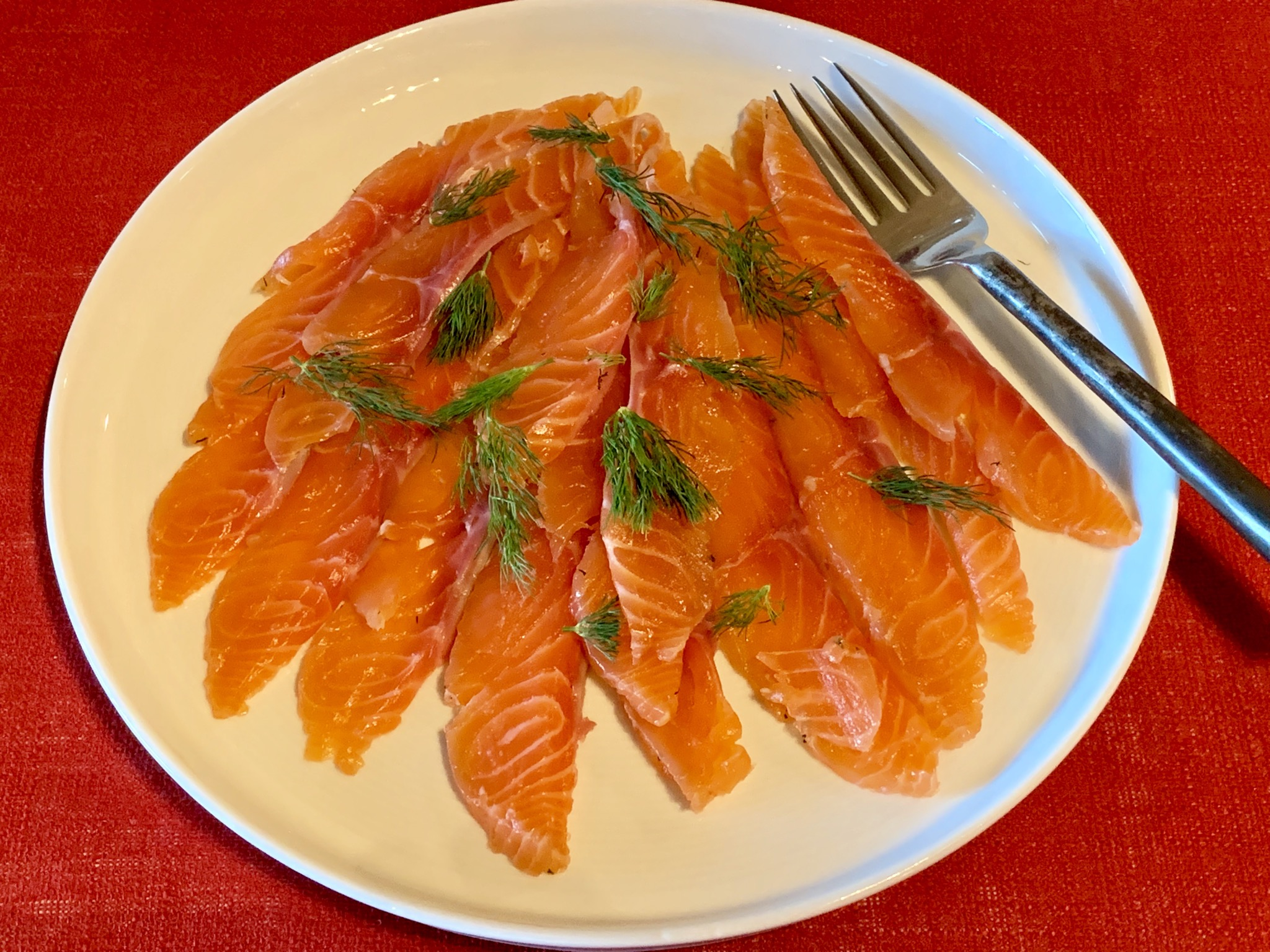
Gravlax (Scandinavie).
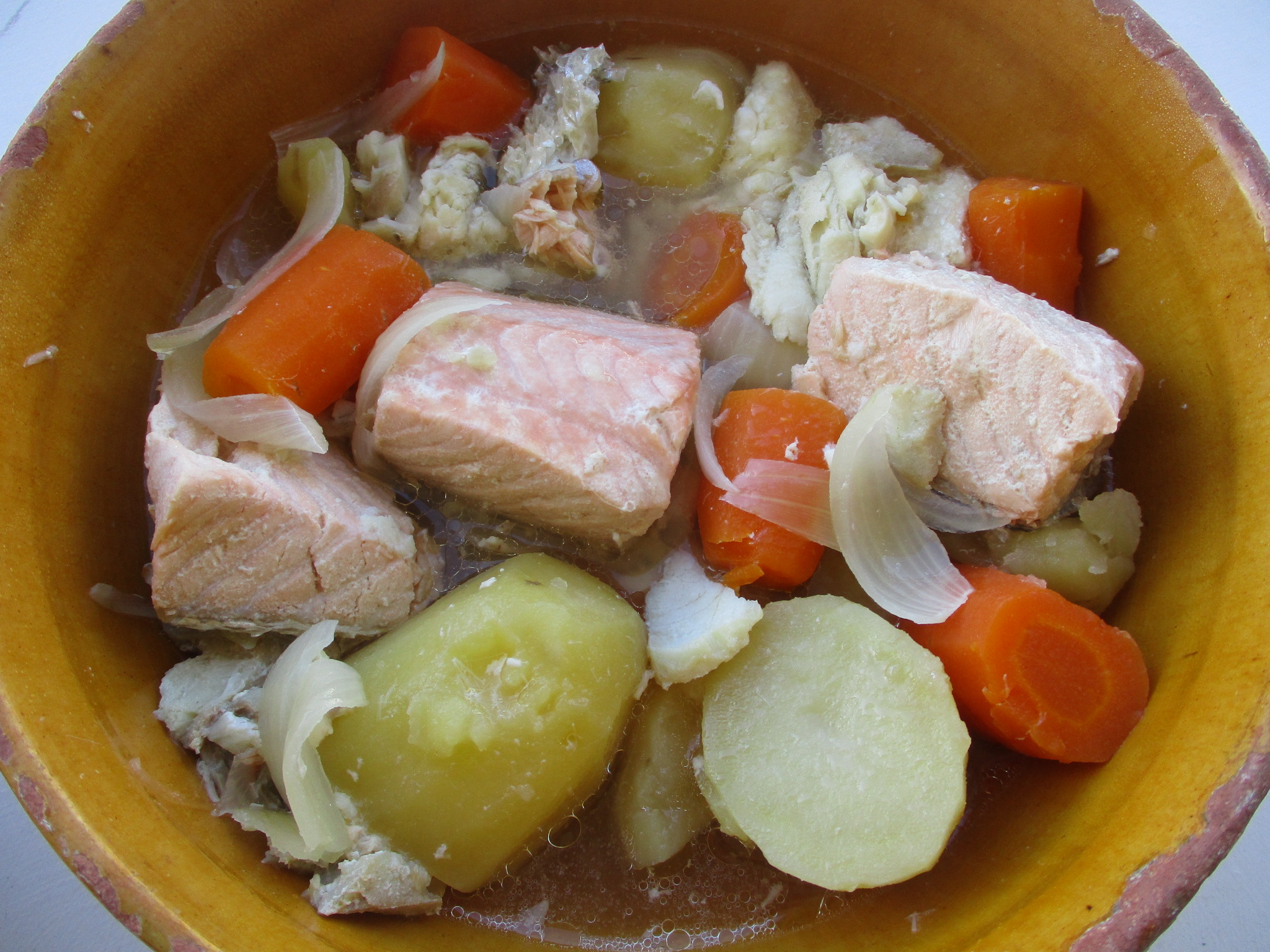
Matelote.
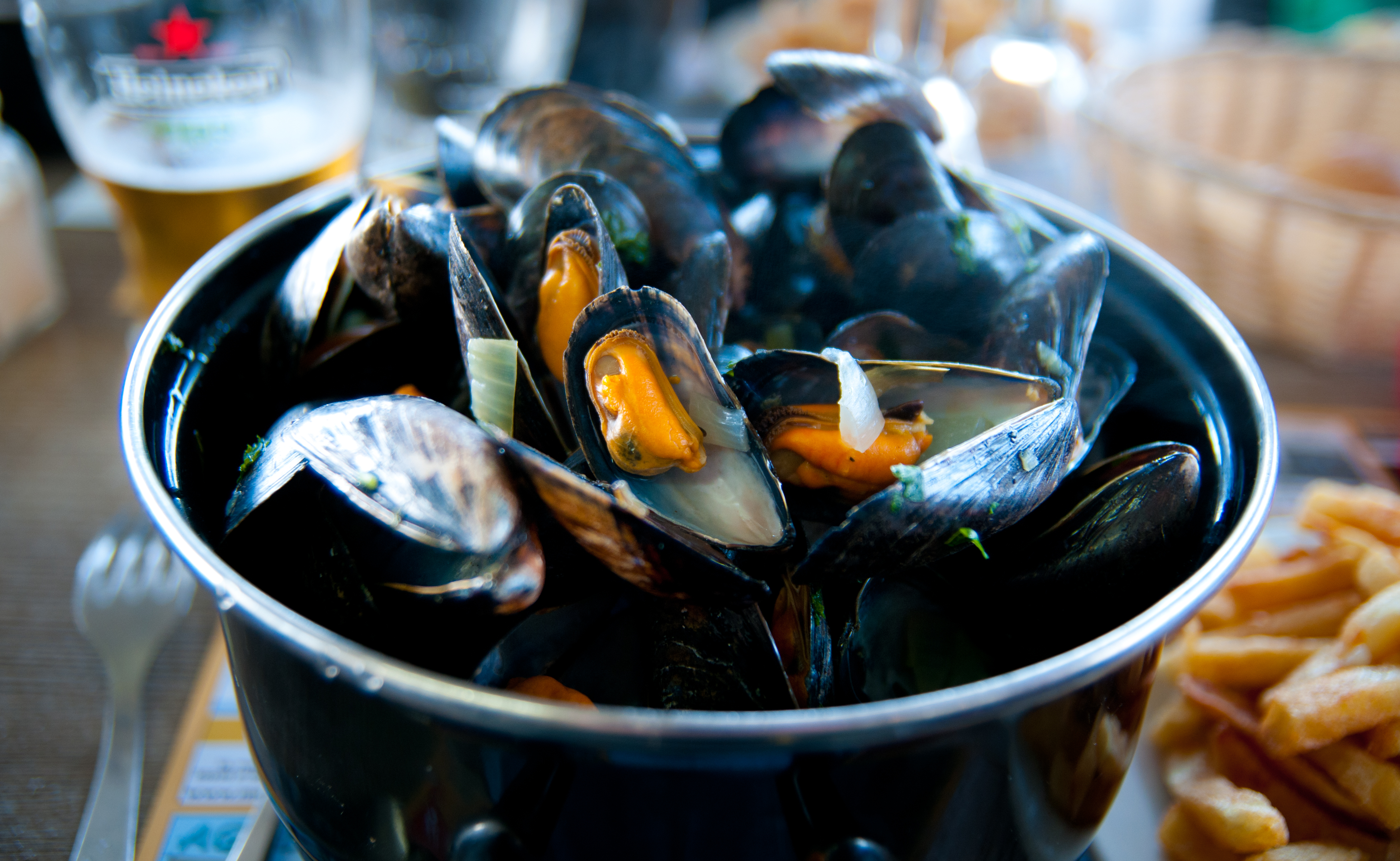
Moules marinières (Belgique).
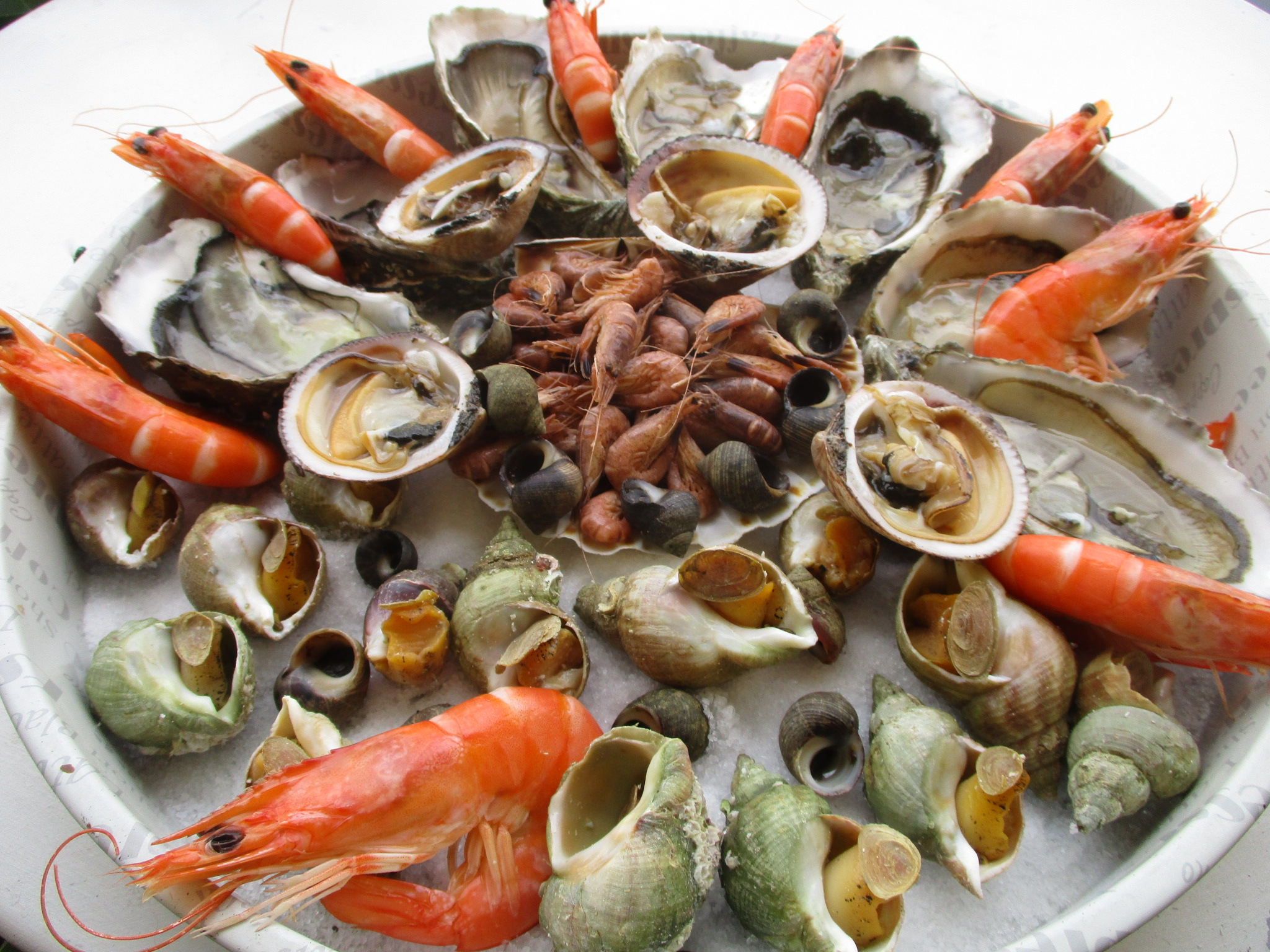
Plateau de fruits de mer.
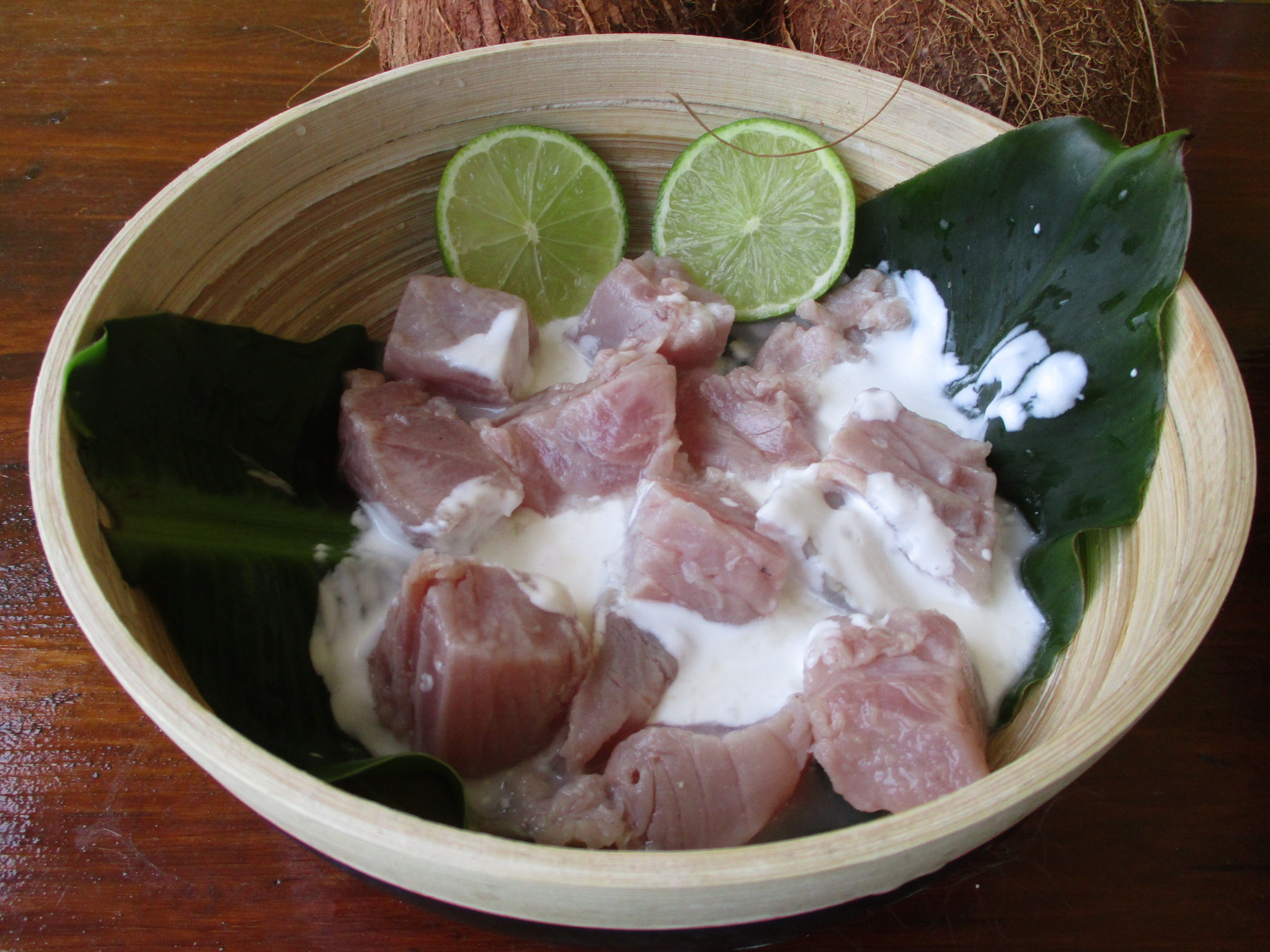
Poisson cru à la tahitienne.
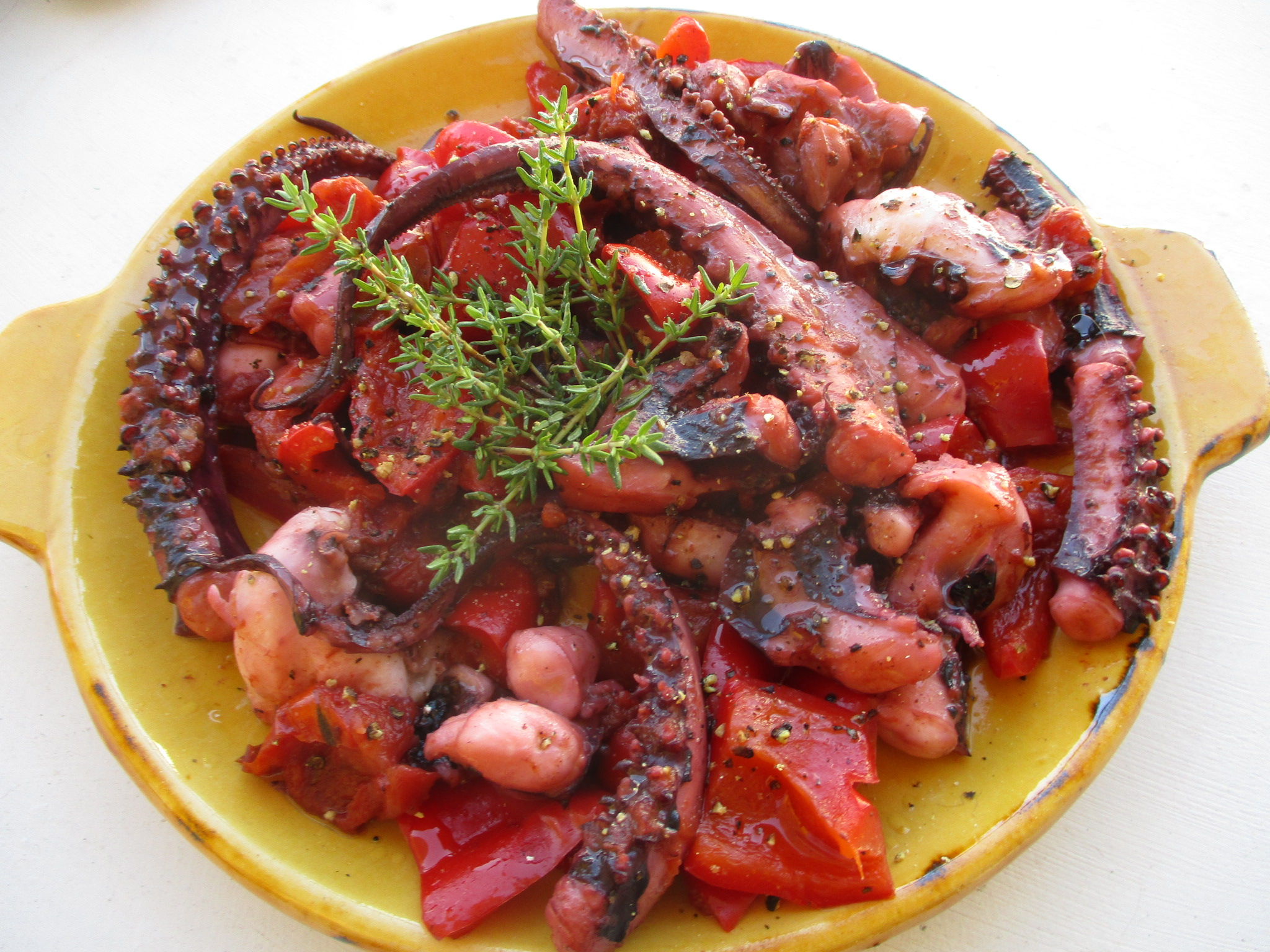
Poulpe à la provençale.
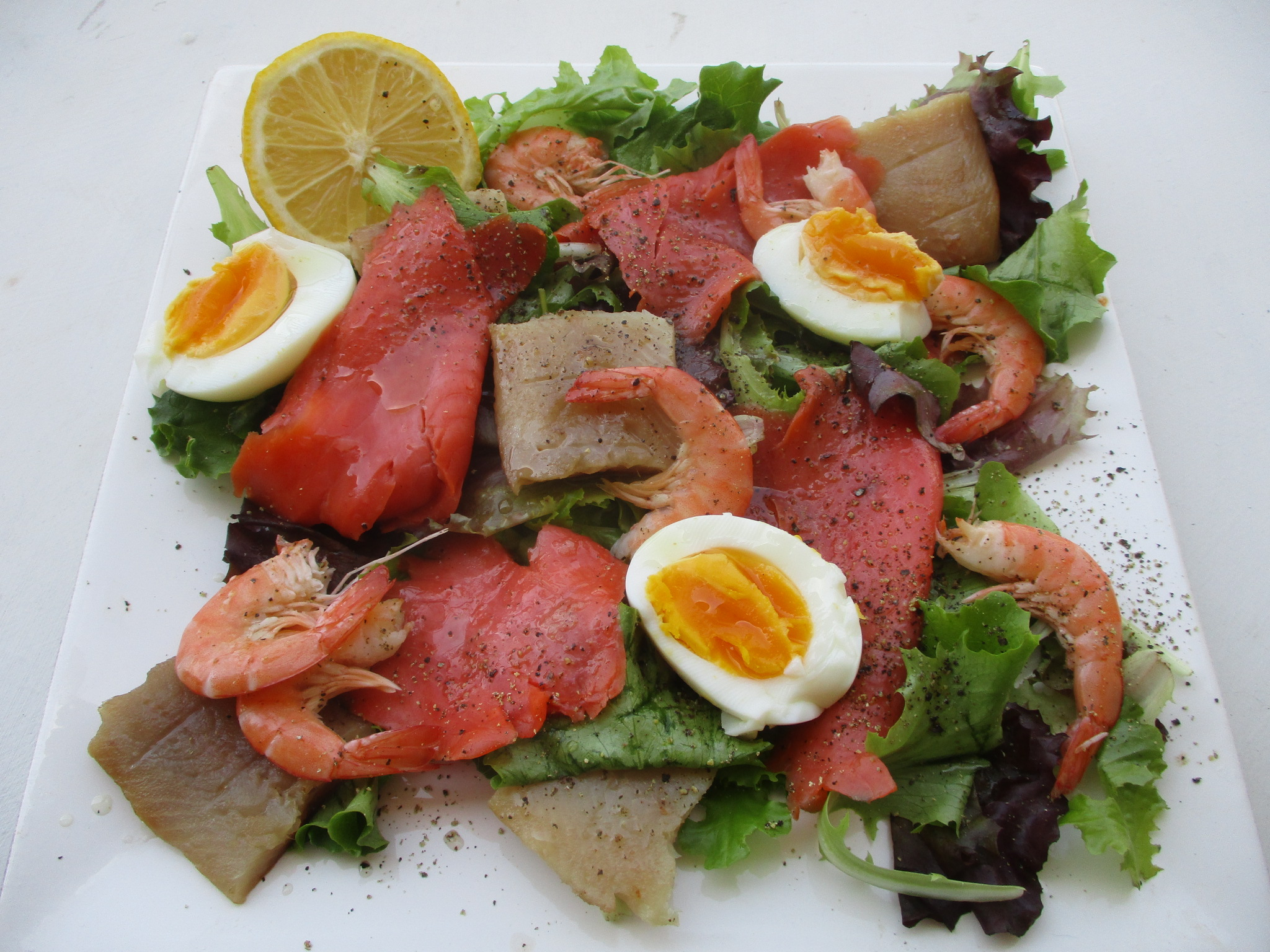
Salade scandinave.
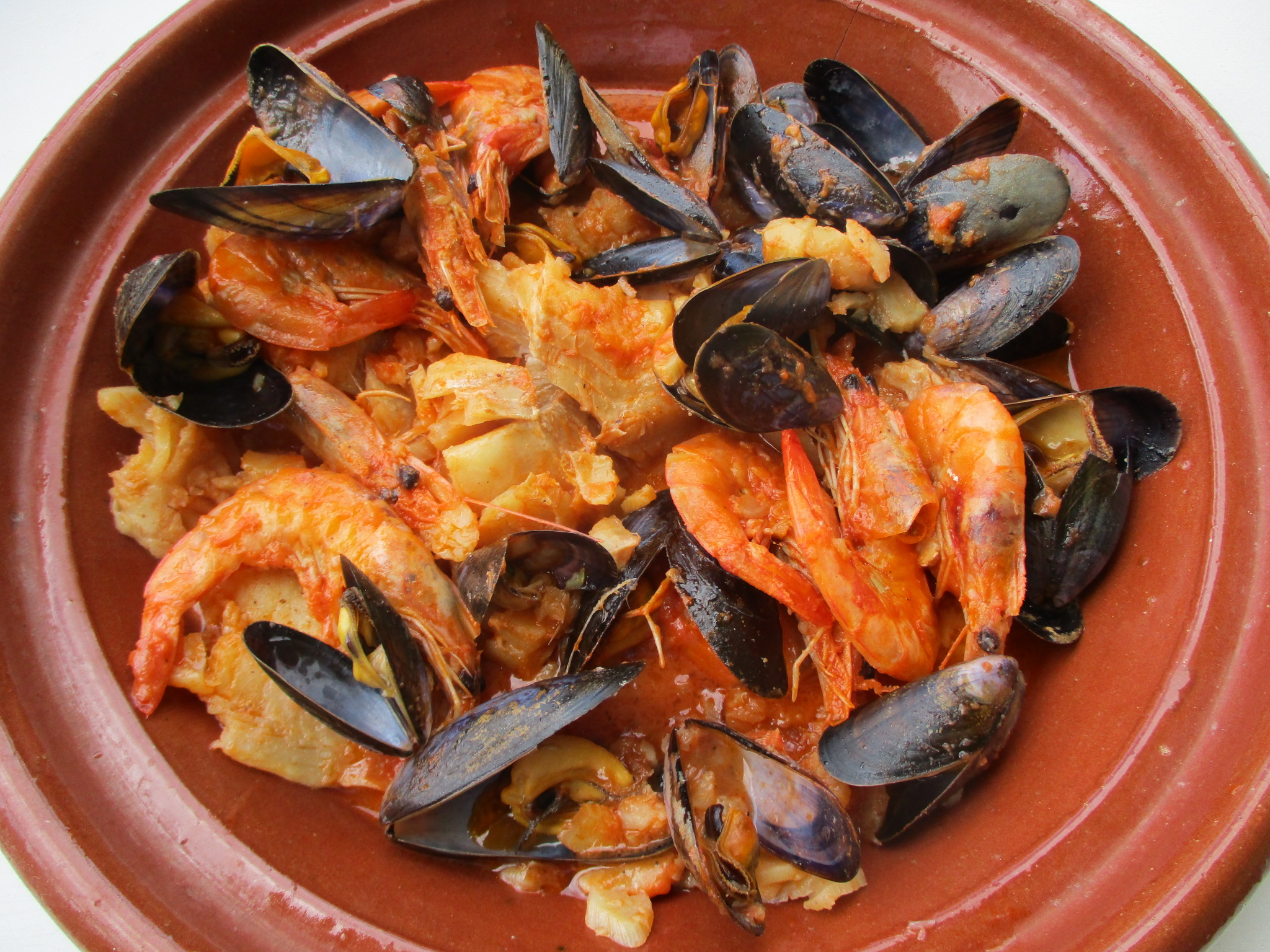
Sarsuela (Espagne).
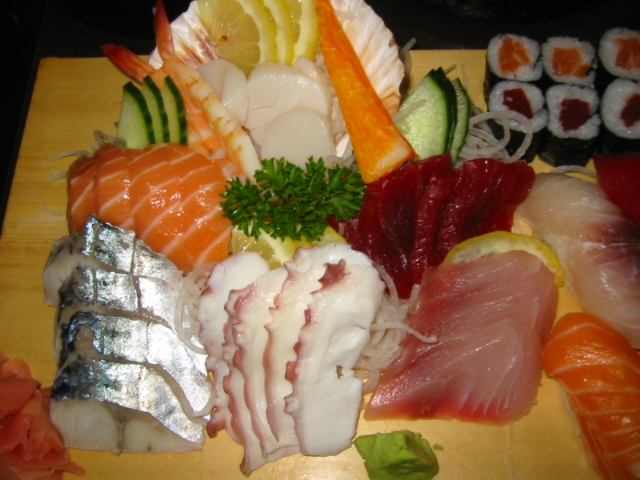
Sashimi (Japon).